# Comesperma breviflorum
Comesperma breviflorum là một loài thực vật có hoa trong họ Polygalaceae. Loài này được Pedley mô tả khoa học đầu tiên năm 1984.